# Národní inventarizace lesů

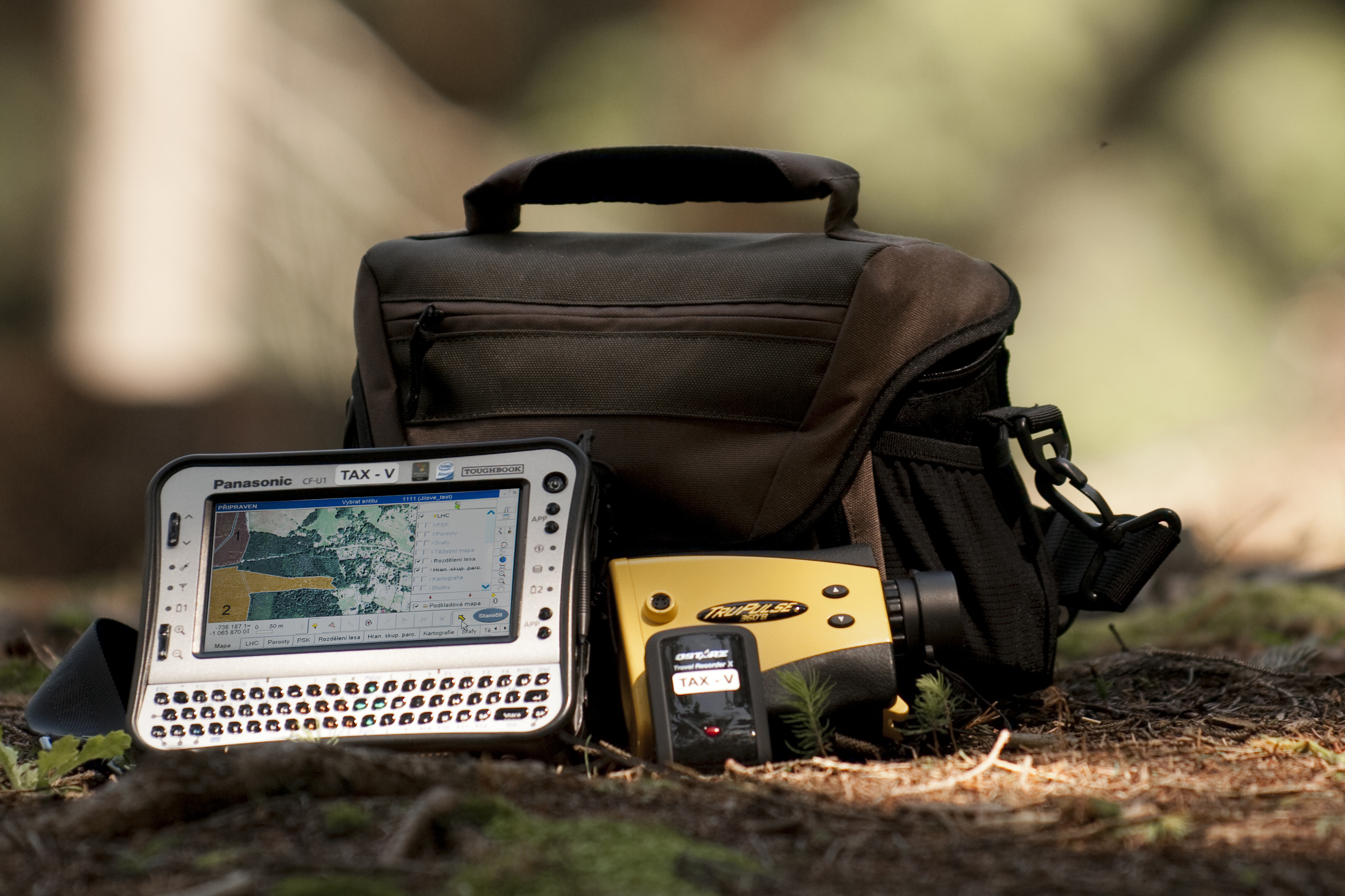
K národní inventarizaci lesů ČR je používána technologie Field-Map, vyvinutá IFER - Ústav pro výzkum lesních ekosystémů

Národní inventarizace lesů (NIL) je statistické šetření, jehož cílem je poskytovat aktuální, spolehlivé a přesné údaje o stavu a vývoji lesů pro území celého státu, případně pro rozsáhlejší oblasti dané jeho geografickým členěním (NUTS jednotky, biogeografické regiony apod.). NIL poskytuje informace nejen hospodářského, ale i ekologického charakteru.
V zemích se zodpovědným přístupem k lesům a životnímu prostředí obecně jsou výsledky NIL používány zejména:
1. pro formulaci státní lesnické politiky, její úpravy a vyhodnocování dopadů jejích změn na lesy a lesní hospodářství,
2. k poskytování nezkreslených a aktuálních údajů o lesích odborné i laické veřejnosti,
3. pro účely mezinárodního výkaznictví o lesích,
4. výsledky a zdrojová data NIL slouží jako podpora výzkumu v oblasti lesnictví a ekologie krajiny.

## Hlavní principy NIL
- Výsledky NIL jsou získávány na základě výběrového šetření, kdy je na inventarizačních plochách přímo v terénu exaktně zjišťována řada důležitých veličin.
- Poloha inventarizačních bodů - středů inventarizačních ploch, je získána objektivně pomocí předem daného algoritmu - výběrového designu, není tedy nijak zatížena subjektivitou pracovníků zapojených do provedení NIL.
- Na základě údajů zjištěných na inventarizačních plochách jsou odhadovány předem dané parametry lesních porostů a jejich prostředí včetně některých parametrů krajiny jako celku.
- Odhady jsou zpracovávány pro větší územní celky - pro území státu, spolkovou zemi, kraj apod., nikoli tedy za jednotlivou inventarizační plochu.
- Odhad každého z cílových parametrů je doplněn o kvantifikaci nejistoty (nepřesnosti) - formou takzvaného intervalového odhadu.
- V rámci NIL jsou používány mezinárodní definice klíčových pojmů (např. definice kategorie pozemků Les, definice parametrů jako je zásoba stojícího dříví, těžby dříví apod.), tím je umožněno mezinárodní porovnání výsledků NIL a zároveň je omezena subjektivita samotného šetření.
- Moderní NIL doplňuje data terénního šetření takzvanými pomocnými zdroji dat (fotogrammetrická interpretace leteckých snímků, digitální mapy apod.), které umožňují zvýšit efektivitu šetření NIL - požadované přesnosti odhadů je dosahováno při nižším počtu v terénu šetřených inventarizačních ploch (úspora nákladů).
- Sběr dat a vyhodnocení výsledků NIL jsou průběžně podrobovány komplexním kontrolám kvality.